# Protheca hispida
Protheca hispida är en skalbaggsart som beskrevs av Leconte 1865. Protheca hispida ingår i släktet Protheca och familjen trägnagare. Inga underarter finns listade i Catalogue of Life.